# Aleksander Stołowski
Aleksander Stołowski (ur. 3 sierpnia 1955 w Nowym Targu) – polski skoczek narciarski, medalista mistrzostw Polski.

## Kariera sportowa
Był zawodnikiem Podhala Nowy Targ. Jego największym sukcesem było zdobycie dwóch brązowych medali na średniej oraz dużej skoczni na mistrzostwach Polski w 1975.
Startował w Turnieju Czterech Skoczni (edycja 1974/1975), zajmując w klasyfikacji końcowej 46. miejsce.
Jego kuzynem jest Zbigniew Klimowski.